# Retrat de Niccolò da Uzzano
El Retrat de Niccolò da Uzzano és una terracota policromada, atribuïda a l'escultor renaixentista Donatello, que data a la ratlla de 1432. De mida 46 x 44 cm i es troba al Museu del Bargello de Florència.

## Història
El bust era al palau de Niccolò da Uzzano, (en aquella època a Capponi) i va ser venut per la família a l'Estat el 1881, que és quan es va traslladar al museu del Bargello. Els documents antics recorden com el retrat de l'estadista florentí, durant el segle xvi va ser utilitzat com a model per Cristofano dell'Altissimo per a la sèrie de retrats de grans personatges de la «sèrie gioviana» col·locada al passadís de la Galleria degli Uffizi de Florència.
L'atribució a Donatello és molt controvertida, l'obra ha estat atribuïda a Desiderio da Settignano per Janson (1957). Es posa en dubte el tema del retrat, que solament es coneix des del segle xvi i que hagués pertangut a les obres del palau de Capponi.
Niccolò da Uzzano, va ser un dels executors del testament de l'antipapa Joan XXIII, pel que va entrar en contacte amb Donatello per portar a terme l'execució del desig de Joan XXIII per a la realització de la seva tomba i és molt probable que hi hagués ell mateix encarregat l'obra a l'escultor.

## Descripció
El treball és de la més alta qualitat i és un dels més antics retrats de bust del Renaixement. Les línies del rostre de caràcter molt naturalista estan molt marcades, segons sembla i confirmat per una restauració realitzada, es creu que venen d'un motlle fet de la mascareta mortuòria del personatge.
Malgrat això, la qualitat del modelatge es relaciona amb algunes obres de Donatello, com les dels profetes Habacuc i Jeremías, realitzats entre els anys 1423 i 1435.